# Tigar Pirot
Tigar Pirot (code BELEX : TIGR) est une entreprise serbe qui a son siège à Pirot. Elle travaille dans le secteur du caoutchouc et de ses produits dérivés. Elle entre dans la composition du BELEXline, l'un des indices principaux de la Bourse de Belgrade.

## Histoire
L'origine de Tigar Pirot remonte à 1935.
Tigar Pirot a été admis au marché réglementé de la Bourse de Belgrade le 4 avril 2007.

## Activités
Tigar Pirot est spécialisé dans la fabrication et la vente de produits liés au caoutchouc, notamment des pneus et des chaussures en caoutchouc ; elle propose également des produits chimiques, peintures, vernis et colles. Par l'intermédiaire de ses filiales, elle offre des produits diversifiés. Tigar-Tours d.o.o. offre divers produits touristiques, Tigar Inter Risk d.o.o. propose des assurances et Tigar Incon dans l'ingénierie et le conseil, etc.

## Données boursières
Le 7 juin 2013, l'action de Tigar Pirot valait 179 RSD (1,56 EUR). Elle a connu son cours le plus élevé, soit 3 199 RSD (27,96 EUR), le 17 avril 2007 et son cours le plus bas, soit 160 RSD (1,39 EUR), le 4 décembre 2012.
Le capital de Tigar Pirot est détenu à hauteur de 38,11 % par des investisseurs institutionnels, à hauteur de 33,72 % par des fonds d'État et à hauteur de 28,18 % par des particuliers ; Akcionarski fond Beograd détient 24,98 % du capital,.